# Liste der Biografien/Wolfl
Liste der Biografien |
Portal Biografien |
Personensuche
# |
A |
B |
C |
D |
E |
F |
G |
H |
I |
J |
K |
L |
M |
N |
O |
P |
Q |
R |
S |
T |
U |
V |
W |
X |
Y |
Z |
?
 
Wa |
Wc |
Wd |
We |
Wh |
Wi |
Wj |
Wl |
Wn |
Wo |
Wr |
Ws |
Wt |
Wu |
Ww |
Wy |
Wz
 
Woa |
Wob |
Woc |
Wod |
Woe |
Wof |
Wog |
Woh |
Woi |
Woj |
Wok |
Wol |
Wom |
Won |
Woo |
Wop |
Wor |
Wos |
Wot |
Wou |
Wov |
Wow |
Wox |
Woy |
Woz
 
Wola |
Wolb |
Wolc |
Wold |
Wole |
Wolf |
Wolg |
Wolh |
Woli |
Wolj |
Wolk |
Woll |
Wolm |
Woln |
Wolo |
Wolp |
Wolr |
Wols |
Wolt |
Wolv |
Woly |
Wolz
 
Wolfa |
Wolfb |
Wolfc |
Wolfe |
Wolff |
Wolfg |
Wolfh |
Wolfi |
Wolfk |
Wolfl |
Wolfm |
Wolfn |
Wolfo |
Wolfr |
Wolfs |
Wolft
Die Liste der Biografien führt alle Personen auf, die in der deutschsprachigen Wikipedia einen Artikel haben. Dieses ist eine Teilliste mit 24 Einträgen von Personen, deren Namen mit den Buchstaben „Wolfl“ beginnt.

## Wolfl
- Wölfl, Adelbert (1823–1896), deutscher Veduten- und Landschaftsmaler
- Wölfl, Alois (1906–1988), deutscher Orgelbauer
- Wölfl, Franjo (1918–1987), kroatisch-jugoslawischer Fußballspieler und -trainer
- Wölfl, Heinz (1953–2011), deutscher Verwaltungsjurist und Kommunalpolitiker (CSU)
- Wölfl, Karl (1914–2004), österreichischer Radrennfahrer
- Wölfl, Rudolf (1911–2003), deutscher Philologe, Pädagoge
- Wölfl, Sigmund, deutscher Fußballspieler
- Wölfl, VA (* 1943), deutscher Aktions- und Videokünstler, Maler, Fotograf und Choreograf

### Wolfle
- Wölfle, Gebhard (1848–1904), österreichischer Schriftsteller
- Wölfle, Günther (* 1951), deutscher Musiker, Liedermacher und Sänger
- Wölfle, Lothar (* 1958), deutscher Politiker (CDU), Landrat
- Wölfle, Peter (* 1942), deutscher Physiker
- Wölfle, Sabine (* 1959), deutsche Politikerin (SPD), MdL
- Wölfle, Werner (* 1953), deutscher Politiker (Bündnis 90/Die Grünen), MdL
- Wolfleoz von Konstanz, Bischof von Konstanz
- Wölfler, Alois (1882–1971), österreichischer Apotheker und Politiker (ÖVP), Abgeordneter zum Nationalrat
- Wölfler, Anton (1850–1917), österreichischer Chirurg
- Wolfley, Lewis (1839–1910), US-amerikanischer Politiker

### Wolfli
- Wölfli, Adolf (1864–1930), Schweizer Maler
- Wölfli, Heinrich (1470–1532), Chorherr und Humanist
- Wölfli, Marco (* 1982), Schweizer Fussballtorhüter
- Wölfling, Elke (* 1971), österreichische Hürdenläuferin
- Wölfling, Leopold (1868–1935), Erzherzog von ÖsterreichLeopold Wölfling (1868–1935)

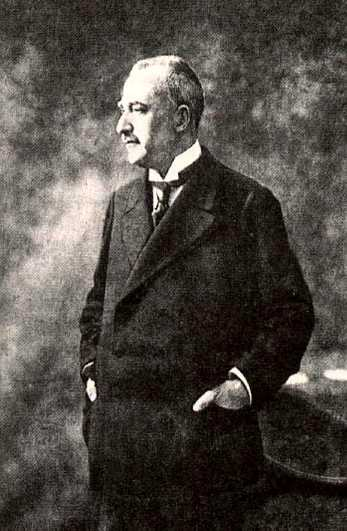
Leopold Wölfling (1868–1935)

- Wolflingseder, Barbara (* 1965), österreichische Fremdenführerin, Autorin und Sprecherin